# Гидрография Туркменистана

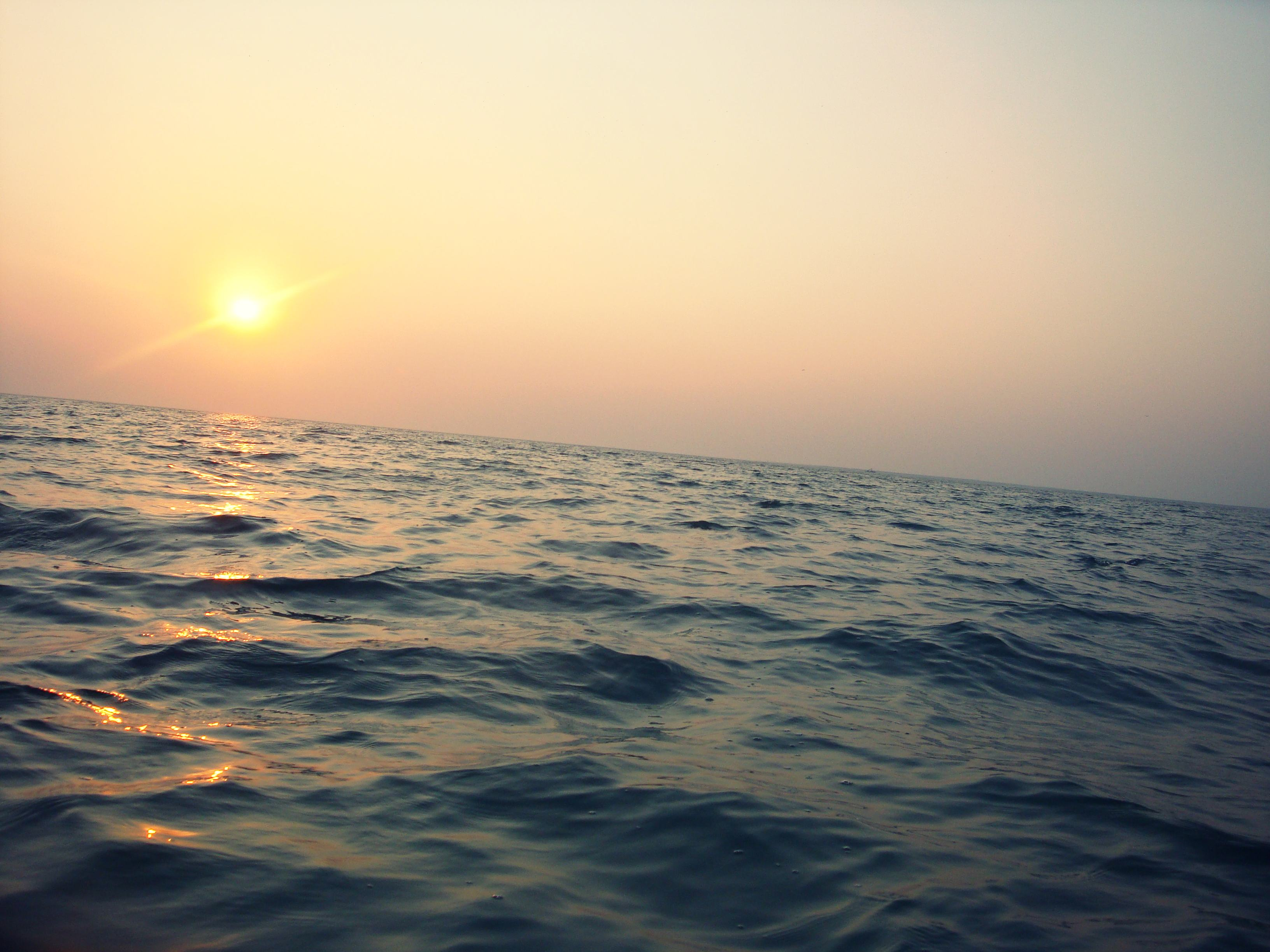
Каспий

Реки Туркменистана немногочисленны и маловодны в силу крайне засушливого климата, небольшого количества осадков и незначительной высоты туркменских гор (Копетдаг), в которых нет ледников. Исключение составляет река Аму-Дарья, втекающая на территорию страны с востока и питающаяся талыми водами памирских ледников. Основная территория страны в настоящее время полностью лишена речной сети.
Реки страны расположены на периферийных территориях, они берут начало в горах и по выходе из них быстро разбираются на орошение, получившее значительное развитие в конце XIX века. В XX—XXI вв. экология и гидрография страны находятся в особенно тяжёлом состоянии из-за интенсивно увеличивающегося населения. Условно реки страны делятся на три бассейна: аральские, каспийские и внутренние.

## Амударья

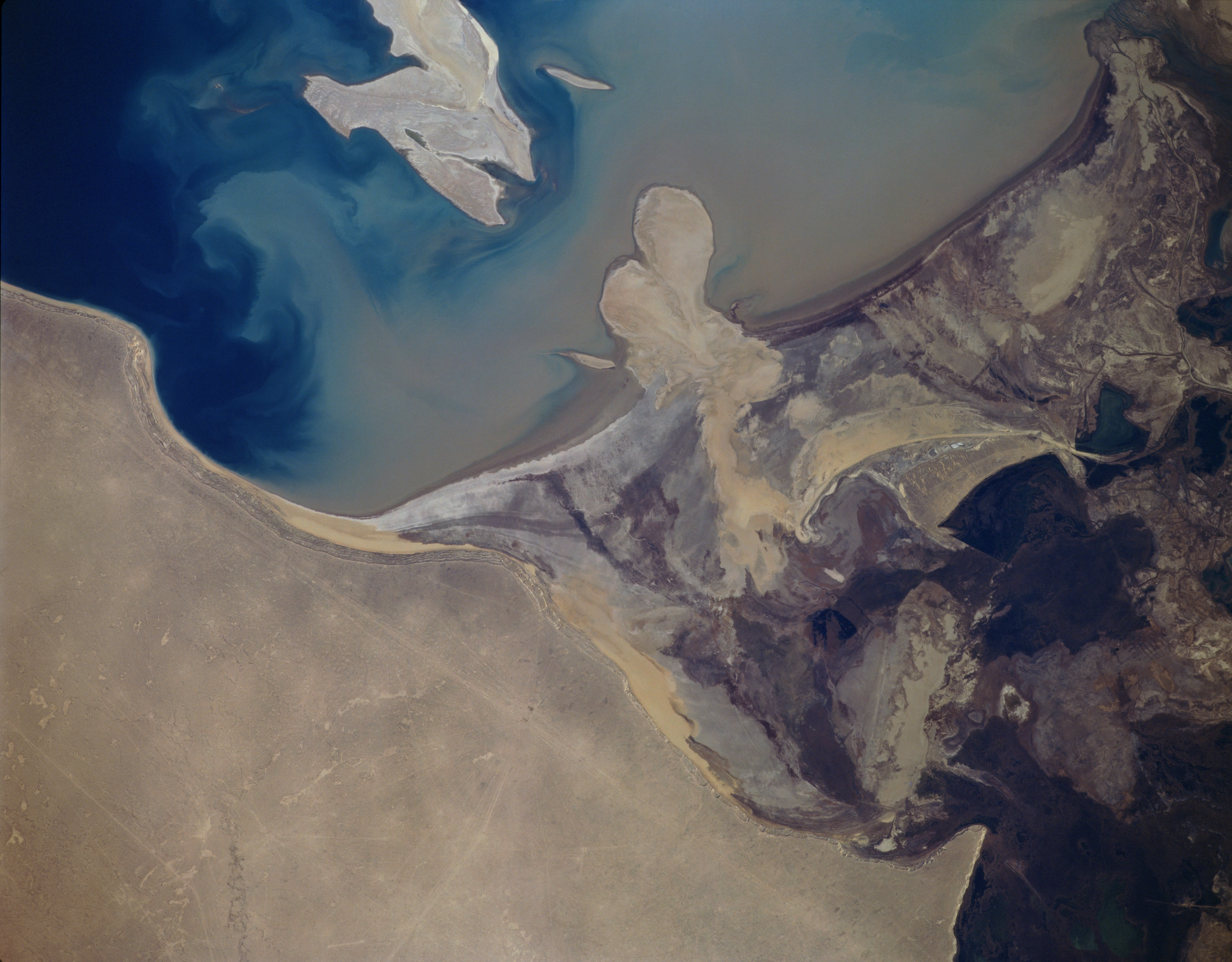
Дельта Амударьи из космоса, ноябрь 1994 г.

Аму-Дарья является самой значительной рекой Средней Азии вообще и Туркменистана в частности. В Туркменистане Аму-Дарья течёт в восточном приграничье на протяжении около 1000 км, теряя значительную часть своей воды (до 2000 м³/сек) на испарение, фильтрацию, орошение и прочие хозяйственные нужды. Из-за таяния ледников половодье на реке отмечается в наиболее жаркую часть года (июль—август), когда потребности в воде возрастают, межень. В районе города Нукус слева от Аму-Дарьи ответвляется древний рукав Куня-Дарья, направляющийся в Сарыкамышскую впадину. Туда же сбрасываются насыщенные пестицидами сбросы из ирригационных каналов дельты реки. Известны и старые русла Аму-Дарьи, среди которых отмечается Узбой, Келифский Узбой и прочие. Крупнейшие туркменские города в бассейне реки — Чарджоу (Туркменабат) и Дашогуз (Ташауз). Аму-Дарья питает также Каракумский канал, пересекающий страну с востока на запад.

## Каспийское море

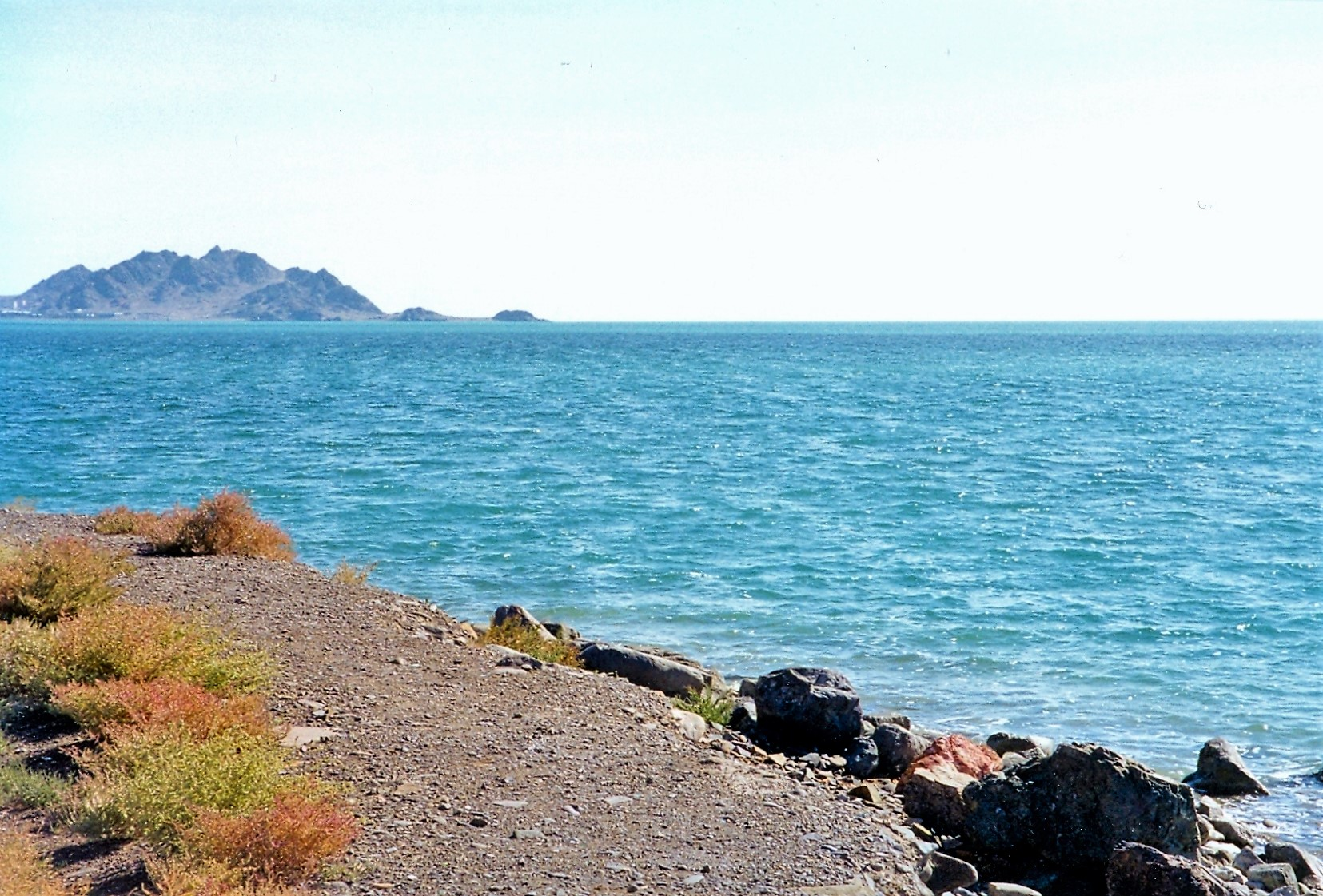
Побережье Каспийского моря в Туркменистане

После усыхания Узбоя, только одна река Туркменистана ныне принадлежит к бассейну Каспийского моря — Атрек, с притоками Сумбар и Чандыр. С конца XIX века воды Атрека достигают Каспийского моря лишь в течение двух—пяти месяцев в году во время весеннего половодья. В остальное время они разбираются на орошение. Из-за отсутствия ледников в Копетдаге Атрек имеет снеговое и дождевое питание, а потому мелеть начинает уже в мае.

## Сарыкамышское озеро
Сарыкамышское озеро является бессточным горько-соленым озером, располагающимся в центральной части Сарыкамышской котловины на севере Туркменистана. Является самым большим озером Туркменистана. Сарыкамышская котловина и Сарыкамышская дельта Амударьи являются физико-географическими природными районами Дашогузского велаята Туркменистана.
С начала 1960-х годов Сарыкамышская котловина наполняется коллекторно-дренажными водами. Современное озеро озеро образовалось в 1971 г. после прорыва вод по коллектору Дарьялык, при этом использовались воды с сельхозугодий левого берега Амударьи — стоки с окружающих орошаемых земель, содержащие большое количество пестицидов, гербицидов и тяжелых металлов. Его площадь в настоящее время является изменчивой и зависит от поступления коллекторных вод, в основном, с территории Дашогузского велаята. К 2017 г. площадь поверхности озера составляла примерно 3000 км², глубина до 40 м.

## Область внутреннего стока
Особое место в гидрографии Туркменистана занимают реки внутреннего стока, которые можно разделить на две группы. С одной стороны это две относительно крупные реки Мургаб и Теджен, которые образуют «ирригационные веера» в своих конусах выноса, а их остатки теряются в песках пустыни Каракумы. Большую часть вод Теджена забирает Гератский оазис в Афганистане.
Ко второй группе внутреннего стока относятся речки и ручьи, стекающие с северного склона Копет-Дага. Наиболее значительные из них — Келят-Чай, Кызыл-Арват, Гуза, Кессы, Арваз, Ашхабадка, Кельты-Чинар, Фирюзинка, Алтыяб, Секизяб, Беурминка, Карасу, Козганчаи, Душак, Минечаи и другие более мелкие ручьи. Средние годовые расходы их колеблются в пределах от 10 до 100 л/сек. Наиболее крупная из них речка Келят-Чай — имеет средний расход всего 0,6 м³/сек. Суммарный средний расход рек северного склона Копет-Дага составляет всего около 11 м³/сек. Весь он уходит на орошение и водоснабжение населения. Большинство из них в настоящее время впадает в Каракумский канал. Остатки сбрасываются в пустыню. Лишь немногие из этих речек имеют преимущественно грунтовое питание, а потому сохраняют постоянный сток в течение всего года. С западных склонов Копет-Дага после весенних ливней и таяния снега по логам стекают и временные бурные потоки — «сай». Известно не менее 15 логов длиной от 10 км и более. На некоторых из них (Гяурли и Кизик) возведены дамбы для задержки воды.